# غوزن
غوزن (به لاتین: Ghuzn) یک تقسیمات کشوری در تاجیکستان است که در ولایت سغد واقع شده‌است. غوزن ۱٬۱۱۵ نفر جمعیت دارد.